# Park Narodowy Cabañeros
Park Narodowy Cabañeros – jeden z szesnastu hiszpańskich parków narodowych (hiszp. parque nacional) oraz obszar wchodzący w skład sieci Natura 2000 na podstawie Dyrektywy Ptasiej Unii Europejskiej (z hiszp. Zona de Especial Protección para las Aves – Obszar Specjalnej Ochrony Ptaków).

## Położenie
Park znajduje się pomiędzy północno-zachodnią częścią prowincji Ciudad Real i południowo-zachodnią częścią prowincji Toledo, wśród pasm górskich Rocigalgo i Chorito na północy oraz pasma Miraflores na południu. Dwa dopływy Gwadiany – Bullaque i Estena – stanowią odpowiednio granice parku na wschodzie i na zachodzie. Jego aktualna powierzchnia to 40 856 hektarów. Status parku narodowego (hiszp. parque nacional, w odróżnieniu od hiszp. parque natural) nadano temu obszarowi 20 listopada 1995 roku.
Park Narodowy Cabañeros jest otoczony przez sześć miejscowości, które tworzą obszar wpływu społeczno-ekonomicznego regionu: Navas de Estena (w prowincji Ciudad Real), Horcajo de los Montes (Ciudad Real), Alcoba de los Montes (Ciudad Real), Retuerta del Bullaque (Ciudad Real), Los Navalucillos (Toledo) i Hontanar (Toledo). W otoczeniu parku narodowego prowadzono życie pasterskie, górnicze (oparte na węglu) i rolnicze. Korzystanie z zasobów Gór Toledańskich wiązało się z restrykcjami aż do XIX wieku. Złoża należały do miasta Toledo, które pozwalało na korzystanie z bogactw dóbr według własnego interesu.

## Flora
Jest to park bogaty w roślinność zagrożoną wyginięciem lub reliktową jak podgatunek brzozy brodawkowatej (łac. Betula pendula, hiszp. fontqueri) lub cis pospolity (łac. Taxus baccata). Świat roślinny parku obejmuje wiele nisz ekologicznych, które umożliwiają rozwój roślinności o różnych wymaganiach życiowych i ekosystemów, np. step, torfowiska, nagie skały, wody płynące.

## Fauna
Wśród świata zwierzęcego Parku Narodowego Cabañeros należy zwrócić uwagę na kilka gatunków zagrożonych wyginięciem: iberyjski orzeł cesarski (łac. Aquila adalberti) lub sęp kasztanowaty (łac. Aegipius monachus).

## Geologia
Oprócz bogactwa flory i fauny obszar Cabañeros posiada również trzecie – budowę geologiczną. Miejscowości, takie jak Navas de Estena, pokazują przekroje geologiczne, które pozwalają zwiedzającym zagłębić się w wydarzenia z odległej przeszłości. Ponad 400 milionów lat temu (w okresie ordowiku) na terytorium parku znajdowało się morze.

## Historia
Historia Parku Narodowego Cabañeros jest ściśle związana z historią comarki Montes de Toledo.
Ograniczenia i zakazy wykorzystania gospodarczego terenu parku wobec mieszkańców okolic ze strony władz miasta Toledo pozwoliły zachować środowisko naturalne w stanie niemal dziewiczym aż do XVIII wieku. W XIX wieku część wielkich właścicieli ziemskich stała się posiadaczami wielkich gospodarstw na terenie gór. Przeznaczone one były niemal wyłącznie na polowania, a wspomniani ziemianie nie pozwalali na rozwój rolnictwa na terenie przyszłego parku. Izolacja okazała się znacząca w ocaleniu bogactwa naturalnego obszaru.
W latach 80. XX wieku założono Parque Natural de Cabañeros (decyzją Junty Wspólnoty Kastylia-La Mancha), a w 1995 roku zmieniono jego status na Parque Nacional de Cabañeros. Obydwa wyżej wspomniane terminy są odpowiednikami polskiego terminu „park narodowy”, z tą różnicą, że na terenie tego pierwszego rodzaju parku (hiszp. parque natural) jest dozwolony większy rozwój działalności gospodarczej.